# Izvori (Czarnogóra)
Izvori (cyr. Извори) – wieś w Czarnogórze, w gminie Cetynia. W 2011 roku liczyła 13 mieszkańców.